# Bakuryū Sentai Abaranger
Bakuryū Sentai Abaranger (jap. 爆竜戦隊アバレンジャー Bakuryū Sentai Abarenjā; Żołnierze Blastozaurów Abaranger) – japoński serial z gatunku tokusatsu z roku 2003. Jest dwudziestym siódmym serialem z sagi Super Sentai stworzonym przez Toei Company. Emitowany był na kanale TV Asahi od 16 lutego 2003 do 8 lutego 2004. Abaranger liczył 50 odcinków, powstał także film. Jego amerykańską wersją jest serial Power Rangers Dino Grzmot.

## Fabuła
Naukowcy wierzą, że 65 milionów lat temu dinozaury zostały zabite przez meteoryt, który spadł na Ziemię. Jednak meteoryt rozdzielił Ziemię na dwie równoległe planety: Dino Ziemię (zamieszkałą przez Blastozaury i ludzi, którzy wyewoluowali z gadów) i naszą Ziemię (nazywaną przez tamtych Inną Ziemią). Ludzie z Dino Ziemi i Blastozaury popadły w konflikt przeciwko Ewolienom, istotom powstałym z meteorytów. Dwie Ziemie były oddzielone, dopóki młody wojownik z Dino Ziemi o imieniu Asuka, przybył na naszą Ziemię przez portal między wymiarami. Jednak był śledzony przez Ewolienów na ich statku Anomorgalisie i trójkę Blastozaurów pod ich kontrolą. Kiedy trójka Blastozaurów atakuje Tokio Asuka zbiera ludzi, których odwaga mogłaby je zatrzymać. Plan Asuki wypalił, trójka ludzi: Ryōga, Yukito i Ranru stają się Abarangersami i wraz z pomocą Asuki i ich gadzich partnerów muszą bronić Ziemi przed Ewolienami.

## Abarangersi
Czwórka wojowników oraz wskrzeszony Abare Zabójca, także biorą udział w Wojnie Legend w Kaizoku Sentai Gokaiger gdzie powstrzymują pierwszy atak Zangyacków na Ziemię. W tamtej serii tylko Yukito i Emiri (nieoficjalny wojownik) pojawiają się w ludzkiej postaci, zaś Nakadai w ludzkiej postaci jako duch.
- Ryōga Hakua (jap. 伯亜 凌駕 Hakua Ryōga) / Abare Czerwony (jap. アバレッド Abareddo; Abared) – optymista, 22-letni lider Abarangersów. Zajmuje się ochroną środowiska – ma amerykański certyfikat. Jest pewny siebie, miły i wesoły. Podczas ataku zniewolonych Blastozaurów Ryōga zostaje ranny. Po śmierci brata i jego żony Ryōga otrzymał prawo do opieki nad ich córką Mai i postanowił wychować ją w cieple i trosce. W połowie serii dostaje możliwość podwyższenia swojej mocy jako Abare Maks (jap. アバレマックス Abare Makkusu), kiedy to Asuka wykuwa Styrazora. Jego partnerem jest Tyrano.
- Yukito Sanjō (jap. 三条 幸人 Sanjō Yukito) / Abare Niebieski (jap. アバレブルー Abare Burū; Abare Blue) – 21-letni kręgarz, antybohater w drużynie. Yukito zgodzi się pomóc każdemu, jednak za bajońskie sumy. Zażądał od Asuki zapłaty 400 milionów dolarów za walkę z Ewolianami jako Abare Niebieski, jednak później pojął, że życia i harmonii na świecie nie da się przeliczyć na żadne pieniądze. Jest cichy i chłodny dla innych. Jego ojciec kazał mu się bez przerwy uczyć, by Yukito mógł przejąć jego korporację, kosztem zmarnowanego dzieciństwa. Na dodatek zapłacił rodzinie jego dziewczyny za wyprowadzenie się z miasta. Od tej pory Yukito nienawidzi swojego ojca. Jego partnerem jest Kera. Yukito pojawia się także w Gokaiger wraz z Emiri, z którą się ożenił.
- Ranru Itsuki (jap. 樹 らんる Itsuki Ranru) / Abare Żółta (jap. アバレイエロー Abare Ierō; Abare Yellow) – 20-letnia fanka technologii. Posiada niemiecki motocykl BD-1. Jest pacyfistką. Interesuje się wszystkim, co mechaniczne, sama także robi gadżety. Nie lubi natto. Pełni też funkcję stratega. Często szczypie ją w plecach. Jej partnerką jest Ptera. Znak oznaczający jej nazwisko można przeczytać jako ju, a pierwszą sylabą jej imienia jest ra, więc jej nazwisko kojarzy się z japońską nazwą Jury – juraki (ジュラ紀).
- Asuka (jap. アスカ) / Abare Czarny (jap. アバレブラック Abare Burakku; Abare Black) – wojownik z Dino Ziemi, jedyny, który przeżył. Jego nazwisko brzmi Ono, jednak używa go tylko formalnie na naszej Ziemi. Postanowił użyć przejścia między wymiarami i przenieść się na Inną Ziemię. Z początku przegrywał pierwsze walki, jednak z czasem jego doświadczenie i odwaga się powiększają. Asuka jest miły, jednak łatwo doprowadzić go do depresji. Ma ogromne pokłady mocy, jest w stanie samemu pokonać powiększonego Ewoliena. Jego partnerem jest Brachio. Asuka był pierwszą osobą, która po wiekach ubrała Przeklętą Zbroję. Mimo że miał jej użyć przeciw Ewolienom, zbroja przejęła nad nim kontrolę i pozabijał wielu ludzi ze swojego plemienia. Gdy zbroja została zdjęta, Asuka stracił pamięć i nie wiedział o wydarzeniach mających miejsce, gdy ją nosił. Jego żoną okazała się być Jeanne, która naprawdę nazywała się Mahoro. W finale rodzi im się dziecko. Asuka wraca na naszą Ziemię w filmie Boukenger vs. Super Sentai gdzie dołącza do drużyny weteranów sformowanej przez Aka Czerwonego i Eijiego/Bōken Srebrnego.

### Sprzymierzeńcy
- Ryūnosuke Sugishita (jap. 杉下 竜之介 Sugishita Ryūnosuke) – 70-letni właściciel restauracji curry nazwanej Dino House, która jest mieszkaniem a także tajną bazą Abarangersów. Kiedy Blastozaury przybyły na Ziemię, Sugishita usłyszał je i miał zostać Abare Niebieskim, jednak jego ciało nie wytrzymało procesu przemiany, więc wojownikiem został Yukito Sanjou. Oddany przyjaciołom, często udziela drużynie rad. Po pokonaniu Ewolienów jego restauracja pnie się na wyżyny i wraz z Yatsudenwani, Sugishita zakłada sieć barów curry.
- Emiri Imanaka (jap. 今中 笑里 Imanaka Emiri) – wesoła uczennica szkoły średniej. Kiedy Blastozaury przybyły na Ziemię, Emiri usłyszała je i miała zostać Abare Żółtym, jednak jej ciało (tak jak u Sugishity) nie wytrzymało procesu przemiany i wojowniczką została Ranru Itsuki. Mimo to dołączyła do grupki. Jest autorką nazw wielu rzeczy związanych z Abarangersami m.in. samej nazwy „Abaranger” oraz Abare Max. Pewnego razu uszyła sobie kostium Abarangera i stała się samozwańczą wojowniczką bez mocy – Abare Różowym, po to, by rodzice dalej pozwolili jej mieszkać z drużyną. Pojawia się w Gokaiger wraz z Yukito, którego poślubiła. Daje wtedy Ahim własnoręcznie zrobiony z gliny Klucz Wojownika symbolizujący moc Abare Różowego, który jakimś cudem działał. Po tym zdarzeniu Emiri uważa się za dwusetnego wojownika w Sentai (mimo to Abare Różowy nie liczy się jako wojownik, jej miejsce zajmuje któryś z Go-Bustersów).
- Mai Hakua (jap. 伯亜 舞 Hakua Mai) – bratanica Ryōgi, która po śmierci swoich rodziców trafiła pod jego opiekę.
- Trynoid 12 Yatsudenwani (jap. トリノイド12号 ヤツデンワニ Torinoido Jūnigo Yatsudenwani) – jeden z Trynoidów, krzyżówka krokodyla, telefonu oraz fatsji japońskiej. Pierwszy raz wystąpił w 18 odcinku. Bardzo silna i zboczona istota, która została zmuszona do bycia pomagierem Abare Zabójcy. Postanowił odzyskać dobre imię u swojego stwórcy – Mikeli, jednak podczas porwania Abarangersów Yatsudenwani zakochuje się (bez wzajemności) w Ranru. W 21 odcinku Yatsudenwani zamieszkuje w restauracji Dino House. Po zakończeniu serii okazało się, że rozkręcił wraz z Sugishitą biznes i prowadzi sieć barów z curry.
- Mahoro (jap. マホロ Mahoro) – żona Asuki, do 32 odcinka znana była jako Jeanne.

## Mikoto Nakadai
Dr Mikoto Nakadai (jap. 仲代 壬琴 Nakadai Mikoto) / Abare Zabójca (jap. アバレキラー Abare Kirā; Abare Killer) – biały Abaranger, antagonista, samotny wilk i antybohater. Pierwszy raz pojawia się w 18 odcinku serialu. Nakadai to lekarz, któremu znudziło się życie i szukał powodów do ekscytacji. Kiedy Ewolieni zaatakowali Tokio, był jednym z lekarzy, którzy opiekowali się rannym Ryōgą. Nakadai później znalazł jajo Blastozaura TopGalera i moduł przemiany w prototyp Abarangera, zwany Dino Minder. Wtedy dla niego rozrywką stało się czynienie zła. Postanowił przemienić się w białego wojownika – Abare Zabójcę. Porzucił pracę i zaczął grać we własną grę – walkę z Abarangersami.
Abare Zabójca, zwany przez Asukę „Systemem Zero”, jest prototypem Abarangera. Wyposażony jest w system autodestrukcji po jakimś czasie używania. Wybuch ten mógłby zniszczyć całe miasto. Mimo iż Mikoto dowiedział od TopGalera o tym defekcie, postanowił się tym nie przejmować i dalej ekscytować się grając w swoją zabójczą grę. Ukradł Abarangersom Dino Moc i użył jej, by ożywić TopGalera, który stał się jego partnerem, aczkolwiek początkowo nie czuł do niego żadnego przywiązania. Zrobił Stego pranie mózgu, a Blastozaur przeszedł na jego stronę. Po jakimś czasie Stego odzyskuje myśli i staje ponownie po stronie bohaterów.
Gdy Mahoro wróciła do ludzkiej postaci, Lije poprosiła Mikoto, by stał się nowym dowódcą Ewolienów. Mikoto odkrył później, że ma w sobie cząstkę Dezmozourii – boga Ewolienów i głównego wroga Abarnagersów. Jako człowiek wolny, nie chciał być czyimś pionkiem, postanowił zmienić strony i przyłączył się do Abarangersów. Mimo że Dino Minder mógł wybuchnąć w każdej chwili, cząstka Dezmozourii blokowała eksplozję. Póki nie wyzbył się całego zła, jakie dał mu Dezmozouria, nie musiał się przejmować śmiercią. Gdy trójka Abarangersów wyzwoliła Mikoto od mocy Ewolienów, jego ciało zostało od wewnątrz zniszczone, a Dino Minder rozpoczął proces autodestrukcji. By ocalić miasto Nakadai z TopGalerem wylecieli do atmosfery. Wskutek wybuchu Mikoto umiera razem z TopGalerem.
W filmie pojedynkowym Dekaranger vs. Abaranger Mikoto Nakadai zostaje wskrzeszony, by pomóc jego kompanom. Po walce znika. Piątka Abarangersów brała udział w Wojnie Legend w Kaizoku Sentai Gokaiger, prawdopodobnie Mikoto został wskrzeszony drugi raz. Jego dusza pojawia się we śnie Gaia Ikariego/Gokai Srebrnego razem z duszami innych poległych wojowników: Buraia/Smoczego Rangera i Naoto Takizawy/Time Ognistego. Trójka przekazuje młodemu wojownikowi Gōjūjina.
Jego nazwisko jest nawiązaniem do japońskiej nazwy Mezozoiku – chūseidai (中生代), gdzie znak na słowo chū można też przeczytać jako naka.

## Broń
- Dino Bransoletka (jap. ダイノブレス Daino Buresu; Dino Brace) – moduł przemiany pierwszej trójki Abarangersów. Służy również do komunikacji i kontroli nad Blastozaurami. Aby przemienić się w Abarangersa należy otworzyć „szczękę” Dino Bransoletki, krzyknąć „Zmiana Blastozaura” (jap. 爆竜チェンジ Bakuryū Chenji) i wcisnąć czerwony przycisk. Gdy Ryōga staje się Abare Maksem, jego bransoletka zmienia barwę na złotą.
- Abalaser (jap. アバレーザー Abarēzā) – podstawowa broń pierwszej trójki, pistolet laserowy z możliwością przemiany w szablę.
- Dino Bomber (jap. ダイノボンバー Daino Bonbā) – ostateczna broń, działo powstałe z połączenia osobistych broni Abarangersów. Może się również połączyć z Dino Szpadą oraz Wing Pentactem w Super Dino Bombera, jak również z Victory Gadgetem Hurricangersów i Gouraigersów.
  - Tyranno Kij (jap. ティラノロッド Tirano Roddo; Tyranno Rod) – kij Abare Czerwonego, zakończony głową tyranozaura, która może pożerać wroga.
  - Tricera Tarcza (jap. トリケラバンカー Torikera Bankā; Tricera Bunker) – tarcza Abare Niebieskiego w kształcie głowy triceratopsa.
  - Ptera Sztylety (jap. プテラダガー Putera Dagā; Ptera Daggers) – sztylety Abare Żółtej w kształcie dzioba pterozaura.
- Dino Commander i Dino Harp (ダイノコマンダーとダイノハープ Daino Komandā to Daino Hāpu) – dwuczęściowy moduł przemiany Abare Czarnego, składający się z bransoletki oraz klucza. Służy również do komunikacji i kontroli nad Blastozaurami. Aby przemienić się w Abare Czarnego, Asuka musi krzyknąć „Zmiana Blastozaura” a następnie wsadzić i przekręcić klucz w bransoletce.
- Dino Szpada (ダイノスラスター Daino Surasutā, Dino Thruster) – osobista broń Abare Czarnego przypominająca szpadę. Posiada 4 różne opcje, dzięki którym po wbiciu broni w ziemię Asuka może wykonać 4 różne ataki zasilane mocą żywiołów. Dino Szpada może połączyć się z Dino Bomberem w Super Dino Bombera (スーパーダイノボンバー Sūpā Daino Bonbā).
- Ride Raptory (ライドラプター Raido Raputā) – welociraptory czwórki Abarangersów, służą im do jazdy. Każdy posiada inny kolor odpowiadający jego właścicielowi. Przechowywane są w pasie tak jak inne bronie. Nie są one Blastozaurami.
- Dino Minder (ダイノマインダー Daino Maindā) – moduł przemiany Abare Zabójcy, prototyp Dino Bransoletki – procedura przemiany jest taka sama, identyczne są też jego dodatkowe funkcje. Z racji swojej niedoskonałości, nie będąc używanym poprawnie jest w stanie wywołać eksplozję mogącą zniszczyć duże miasto. W nim jest zawarta jedna z dwóch cząstek Dezumozoruryi.
- Wing Pentact (ウイングペンタクト Uingu Pentakuto) – broń Abare Zabójcy będąca połączeniem szabli i pióra, dzięki któremu wojownik może narysować sobie strzały i wysłać je w kierunku przeciwnika. Może połączyć się z Super Dino Bomberem.
- Tryb Wściekłości (アバレモード Abare Mōdo, Abare Mode) – pod wpływem wściekłości i Dino Odwagi każdy z pięciu Abarangersów jest w stanie przejść w Tryb Wściekłości. Z białych rombów na ich kostiumach wyrastają kły, a moc wojowników zwiększa się.
- Styriser (スティライザー Sutiraizā) – tajemnicza tarcza połączona z mieczem, która służy głównie do przesłania Dino Odwagi Abare Niebieskiego i Abare Żółtej do mocy Abare Czerwonego. Wtedy Ryōga staje się Abare Maksem. Inną funkcją tej broni jest kontrola nad Styrako, MaxŌją i MaxRyūŌ. Może jej też używać Abare Czarny, ale nie korzysta z jej ukrytej mocy.

## Blastozaury
Blastozaury (jap. 爆竜 Bakuryū) to dinozaury żyjące na Dino Ziemi w harmonii z tamtejszymi ludźmi. Podczas ataku Ewolienów większość z nich wróciła do postaci jaj, jednak Tyranno, Kera i Ptera nie wrócili do jaj, ale byli pod kontrolą Ewolienów. Zostali wysłani, by zniszczyć Tokio, póki Ryōga, Yukito i Ranru ich nie wyzwolili.
- Blastozaur Tyranozaur (jap. 爆竜ティラノサウルス Bakuryū Tiranosaurusu) – zwany Tyranno (jap. ティラノ Tirano), jest partnerem Ryōgi/Abare Czerwonego. Najsilniejszy z trójki głównych Blastozaurów, jego wiertło w ogonie może przewiercić się przez wszystko. Formuje głowę, tors, nogi i lewą rękę Abaren'ō. Bardzo dobrze rozumie sytuację Ryōgi i Mai, sam Tyranno miał żonę i dziecko zabitych przez Ewolienów. Nakazuje partnerowi wychować dziewczynkę w harmonii.
- Blastozaur Triceratops (jap. 爆竜トリケラトプス Bakuryū Torikeratopusu) – zwany Kera (jap. ケラ), jest partnerem Yukity/Abare Niebieskiego. Najmłodszy i najodporniejszy z trójki głównych Blastozaurów. Kera formuje prawą rękę Abaren'ō. W 36 odcinku Kera został zamieniony w nastolatka, na dodatek zakochał się, jednak postanowił poświęcić człowieczeństwo, by pomóc Yukito.
- Blastozaur Pteranodon (jap. 爆竜プテラノドン Bakuryū Puteranodon) – zwana Ptera (jap. プテラ Putera), jest partnerką Ranru/Abare Żółtej. Najszybsza z trójki głównych Blastozaurów. Formuje zbroję i hełm Abaren'ō. Zachowuje się jak typowa dziewczyna, Ptera i jej partnerka dobrze się rozumieją.
- Blastozaur Brachiozaur (jap. 爆竜ブラキオサウルス Bakuryū Burakiosaurusu) – zwany Brachio (jap. ブラキオ Burakio), jest partnerem Asuki/Abare Czarnego. Największy i najmądrzejszy Blastozaur występujący w serialu. Jako jedyny nie został porwany przez Ewolienów. Jest pacyfistą, stroni się od walki. W swoim ciele posiada „garaż” dla pozostałych Blastozaurów. Zazwyczaj Brachio przesiaduje w Zatoce Tokijskiej.
- Blastozaur Bachikelopięść (jap. 爆竜バキケロナグルス Bakuryū Bakikeronagurusu; Bachiceloknuckles) – zwany Bachi (jap. バキ Baki), pierwszy pomocniczy Blastozaur. Abarangersi znaleźli go w jaju. Póki nie urósł ponownie, przebywał wewnątrz Brachio. Podobnie jak Kera, jest dziecinny. Może go zmienić w formacji Abaren'ō, formując Abaren'ō Pięść. Ponadto formuje wnętrze lewej ręki Maxryūō.
- Blastozaur Dimepiłodon (jap. 爆竜ディメノコドン Bakuryū Dimenokodon; Dimenokodon) – zwany Dimenoko (jap. ディメノコ Dimenoko), drugi pomocniczy Blastozaur. Próbuje udawać głupiego cały czas. Może połączyć się z Abaren'ō w Abaren'ō Piłę, gdzie zastępuje ogon Tyranno na miejscu lewej ręki. Formuje także wnętrze prawej nogi Maxryūō.
- Blastozaur Stegojeździec (jap. 爆竜ステゴスライドン Bakuryū Sutegosuraidon; Stegoslideon) – zwany Stego (jap. ステゴ Sutego), trzeci pomocniczy Blastozaur. Z charakteru jest bardzo podobny do Ptery, jednak czasami udaje głupca tak jak Dime. Stego został odebrany wojownikom przez Abare Zabójcę poprzez wejście do myśli Blastozaura. Próbował od niego odejść, ale zrozumiał, że tylko przez pomoc Mikoto osiągnie pełnię sił. Był jedyną osobą prócz Lije, która martwiła się o Nakadaia. Stego może zmienić się w deskę surfingową dla Abarenō, tworząc Abaren'ō Jeźdźca. Jednak jego główną formacją jest Killer'ō, gdzie formuje głowę i tors robota.
- Blastozaur Parazanożyce (jap. 爆竜パラサロッキル Bakuryū Parasarokkiru; Parasarokkiru) – zwany Paraza (jap. パラサ Parasa), czwarty pomocniczy Blastozaur. Podczas przebywania na wyspach Juan Fernandez nauczył się hiszpańskiego. Gadatliwy i wesoły z charakteru. Może się połączyć z Abaren'ō, tworząc Abaren'ō Nożyce. Zastępuje wtedy ogon Tyranno na miejscu lewej ręki. Formuje też wnętrze lewej nogi Maxryūō.
- Blastozaur Ankylotarcza (jap. 爆竜アンキロベイルス Bakuryū Ankirobeirusu; Ankylovails) – zwana Ankylo (jap. アンキロ Ankiro), piąty pomocniczy Blastozaur, który jest samicą. Często twierdzi, że do końca nie ufa Abarangersom, ale mimo to im pomaga. Została znaleziona przypadkowo. Może zastąpić Kerę na miejscu prawej ręki Abaren'ō tworząc Abaren'ō Tarczę. Ponadto może stanowić wnętrze prawej ręki Maxryūō.
- Blastozaur TopGaler (jap. 爆竜トップゲイラー Bakuryū Toppugeira) – jest to partner Mikoto/Abare Zabójcy. Podobnie jak jego wspólnik jest samotnym wilkiem. Został zamknięty w jaju, gdy zdemolował osadę na Dino Ziemi. Został znaleziony przez Nakadaia, który go wyzwolił. TopGaler nazywa go „Człowiekiem”, gdyż nie czuje do niego żadnego przywiązania. Może latać z prędkością 20 machów. Zginął wraz z Mikoto pod koniec serialu, jednak powraca w Dekaranger vs. Abaranger. Jego główną formacją jest Killer'ō, gdzie formuje lancę, nogi i ręce. Może także połączyć się z Abaren'ō, tworząc Abaren'ō Zabójcę.
- Blastozaur Styrakozaur (jap. 爆竜スティラコサウルス Bakuryū Sutirakosaurus) – zwany Styrako (スティラコ Sutirako) legendarny Blastozaur, pojawił się pierwszy raz, gdy Brachio został zaatakowany przez Anomalicarusa. Stał się partnerem Abare Maksa. Styrako ciągnie za sobą wózek zwany Dino Carry i może się z nim połączyć w MaxOuję. W przeciwieństwie do pozostałych Blastozaurów, nie potrafi mówić ludzkim językiem i porozumiewa się telepatycznie.

### Formacje
- Abaren'ō (jap. アバレンオー) – pierwsza formacja Blastozaurów występująca w serialu. Powstaje z połączenia Tyrano (formuje nogi, tors, głowę i lewą rękę), Kery (formuje prawą rękę) i Ptery (formuje zbroję oraz hełm). Pilotowany jest przez trójkę Abarangersów. Ostatecznym atakiem jest Piorunujące Cięcie Wiertłem.
  - Abaren'ōji (jap. アバレンオージ) – niekompletna forma Abaren'ō będąca jedynie połączeniem Tyrano z Kerą. Pilotowana jest przez Abare Czerwonego i Abare Niebieskiego. Pojawiła się tylko w 14 odcinku, kiedy to Ranru i Ptera nie mogły pomóc pozostałym.
  - Abaren'ō Pięść (jap. アバレンオーナグルス Abaren'ō Nagurusu) – alternatywna forma Abaren'ō, w której Baki wchodzi na miejsce Kery jako prawa ręka robota.
  - Abaren'ō Piła (jap. アバレンオーノコドン Abaren'ō Nokodon) – alternatywna forma Abaren'ō, w której Dimenoko wchodzi w miejsce ogona Tyrano jako lewa ręka robota.
  - Abaren'ō Jeździec (jap. アバレンオースライドン Abaren'ō Suraidon) – alternatywna forma Abaren'ō, w której Stego staje się deską surfingową dla robota.
  - Abaren'ō Nożyce (jap. アバレンオーロッキル Abaren'ō Rokkiru) – alternatywna forma Abaren'ō, w której Paraza wchodzi w miejsce ogona Tyrano jako lewa ręka robota.
  - Abaren'ō Tarcza (jap. アバレンオーベイルス Abaren'ō Beirusu) – alternatywna forma Abaren'ō, w której Ankylo wchodzi na miejsce Kery jako prawa ręka robota.
  - Abaren'ō Tarcza i Nożyce (jap. アバレンオーベイルスロッキル Abaren'ō Beirusu Rokkiru) – alternatywna forma Abaren'ō, w której Ankylo wchodzi na miejsce Kery jako prawa ręka robota, a Paraza w miejsce ogona Tyrano jako lewa.
  - Abaren'ō Pięść i Piła (jap. アバレンオーナグルスノコドン Abaren'ō Nagurusu Nokodon) – alternatywna forma Abaren'ō, w której Baki wchodzi na miejsce Kery jako prawa ręka robota, a Dimenoko w miejsce ogona Tyrano jako lewa. Formacja ta nie pojawiła się w serialu, lecz jest możliwa.
  - Killer Abaren'ō (jap. キラーアバレンオー Kirā Abaren'ō) – połączenie Abaren'ō z TopGalerem, ewentualnie również ze Stego. Pilotuje go cała piątka Abarangersów.
  - Wielki Abaren'ō (jap. オオアバレンオー Ō Abaren'ō) – najpotężniejsza forma Abaren'ō będąca połączeniem Abaren'ō, Killer'ō oraz Ramphogoldów i Spinogolda. Pilotuje go cała piątka Abarangersów.
- Killer'ō (jap. キラーオー Kirāō) – połączenie Stego z TopGalerem, osobisty robot Abare Zabójcy. Stego tworzy głowę, tors i ogon formacji, zaś Top Galer kończyny i lancę. Najczęściej jest pilotowany przez Abare Zabójcę, jednak gdy Stego został wyzwolony spod jego kontroli, formację może pilotować także Abare Czarny.
  - Killer'ō Pięść i Piła (jap. キラーオーナグルスノコドン Kirāō Nagurusu Nokodon) – alternatywna forma Abaren'ō, w której Baki i Dimenoko wchodzą odpowiednio w miejsca prawej i lewej ręki Killer'ō.
  - Killer'ō Tarcza i Nożyce (jap. キラーオーベイルスロッキル Kirāō Beirusu Rokkiru) – alternatywna forma Abaren'ō, w której Ankylo i Paraza wchodzą odpowiednio w miejsca prawej i lewej ręki Killer'ō.
- Max Ōja (jap. マックスオージャ Makkusu Ōja) – połączenie Styrako z Dino Carry.
- Max Ryūō (jap. マックスリューオー Makkusu Ryūō) – połączenie Max Oujy z Bakim, Dimenoko, Parazą, Ankylo oraz Rampho Goldami i Spino Goldem.

## Ewolieni
- Dezmozoria (jap. デズモゾーリャ Dezumozōrya) – główny antagonista serialu. Bóg Ewolienów, pasożyt, który przybył na Ziemię w meteorycie, który spowodował podział planety. Odtąd żyjąc w dwóch światach jego cząstki opętały dwójkę ludzi. Cząstka na Naszej Ziemi była nieaktywna, lecz znalazła się w ciele Nakadaia. Aktywna cząstka komunikuje się z pozostałymi Ewolienami poprzez Lije, która posiada ją w swoim ciele. Ma zamiar ponownie stać się jednością w nowym ciele, bez względu na to, czy Mikoto, czy Lije przeżyje. Oprócz tej dwójki jego fragment nosiła też Mahoro oraz zjednoczeni Voffa i Mikela. W ostatnim odcinku, tuż po śmierciach swoich nosicieli, pierwsza połowa pasożyta opętała Przeklętą Zbroję, zaś druga stała się wielkim potworem. Mniejsza postać zostaje zniszczona przez Asukę i Ranru, zaś większa przez Abaren'ō (pilotowanego przez Ryōgę) i MaxŌję (pilotowanego przez Yukito).
- Lije (jap. リジェ Rije)
- Jeanne (jap. ジャンヌ Jannu) – kobieta-wojownik uzbrojona w miecz. Z początkowo nieznanych powodów żywi urazę do Asuki. Okazuje się, że Jeanne jest tak naprawdę żoną Asuki – Mahoro, której Dezmozoria wyprał mózg, by myślała, że Asuka zdradził ją z inną.
- Voffa (jap. ヴォッファ)
- Mikera (jap. ミケラ)
- Gairudon (jap. ガイルドン)
- Barmiasi (jap. バーミア兵 Bāmia-hei)
- Bakuren'ō (jap. バクレンオー)
- Trynoidy (jap. トリノイド Torinoido)
- Giganoidy (jap. ギガノイド Giganoido)

## Obsada
- Kōichirō Nishi – Ryōga Hakua / Abare Czerwony
- Shō Tomita – Yukito Sanjō / Abare Niebieski
- Aiko Itō – Ranru Itsuki / Abare Żółta
- Kaoru Abe – Asuka / Abare Czarny
- Kōen Okumura – Ryūnosuke Sugishita
- Michi Nishijima – Emiri Imanaka
- Maya Banno – Mai Hakua
- Kyōsei Tsukui – Yatsudenwani (głos)
- Eri Sakurai – Mahoro / Jeanne
- Kasumi Suzuki – Kasumi / Rije
- Maki Ogawa – Rijewel
- Masashi Kagami – Mizuho / Geildon
- Kōtarō Tanaka – Mikoto Nakadai / Abare Zabójca
- Takashi Nagasako – Tyrrano (głos)
- Kōki Miyata – Kera (głos)
- Emi Shinohara – Ptera (głos)
- Banjō Ginga – Brachio (głos)
- Sayaka Aida – Baki (głos)
- Daisuke Kishio – Dimenoko (głos)
- Hiroshi Iida – Stego (głos)
- Kōzō Shioya – Parasa (głos)
- Hikaru Midorikawa – TopGaler (głos)
- Akemi Misaki – Ankylo (głos)
- Masaharu Satō – Dezmozoria (głos)
- Hidenari Ugaki – Voffa (głos)
- Bunkō Ogata – Mikera (głos)
- Katsumi Shiono – Barmiasi (głos)

### Aktorzy kostiumowi
- Hirofumi Fukuzawa:
  - Abare Czerwony,
  - Killer'ō
- Yasuhiro Takeuchi – Abare Niebieski
- Kōji Mimura – Abare Niebieski
- Yuki Ono – Abare Żółta
- Yūichi Hachisuka:
  - Abare Żółta,
  - Voffa
- Hideaki Kusaka:
  - Asuka / Abare Czarny,
  - Abaren'ō,
  - Gairudon
- Jirō Okamoto:
  - Abare Czarny,
  - Gairudon
- Yasuhiko Imai:
  - Yatsudenwani,
  - Abare Zabójca
- Osamu Ōnishi:
  - Mikera,
  - Barmiasi,
  - różne role

Źródło:

## Muzyka
Opening
- "Bakuryū Sentai Abaranger" (jap. 爆竜戦隊アバレンジャー Bakuryū Sentai Abarenjā)

Słowa: Yumi Yoshimoto
Kompozycja: Takafumi Iwasaki
Aranżacja: Seiichi Kyōda
Wykonanie: Masaaki Endō
Ending
- "We are the ONE ~Bokura wa Hitotsu~" (jap. We are the ONE ～僕らはひとつ～)

Słowa: Yumi Yoshimoto
Kompozycja: Yasuo Kosugi
Aranżacja: Seiichi Kyōda
Wykonanie: Akira Kushida